# 圣勒米蒙
圣勒米蒙（法語：Saint-Remimont，法語發音：[sɛ̃ ʁəmimɔ̃] ⓘ）是法国默尔特-摩泽尔省的一个市镇，位于该省南部，属于南锡区。

## 地理
圣勒米蒙（48°29'53"N, 6°14'59"E）面积6.79 平方千米，位于法国大東部大區默尔特-摩泽尔省，该省份为法国东北部内陆省份，是洛林的一部分，北邻比利时、卢森堡，北起顺时针与摩泽尔省、下莱茵省、孚日省和默兹省接壤。
与圣勒米蒙接壤的市镇（或旧市镇、城区）包括：贝内、克朗特努瓦、克雷韦尚、拉讷沃维尔-德旺巴永、摩泽尔河畔讷维莱、奥尔姆和维尔、圣马尔。

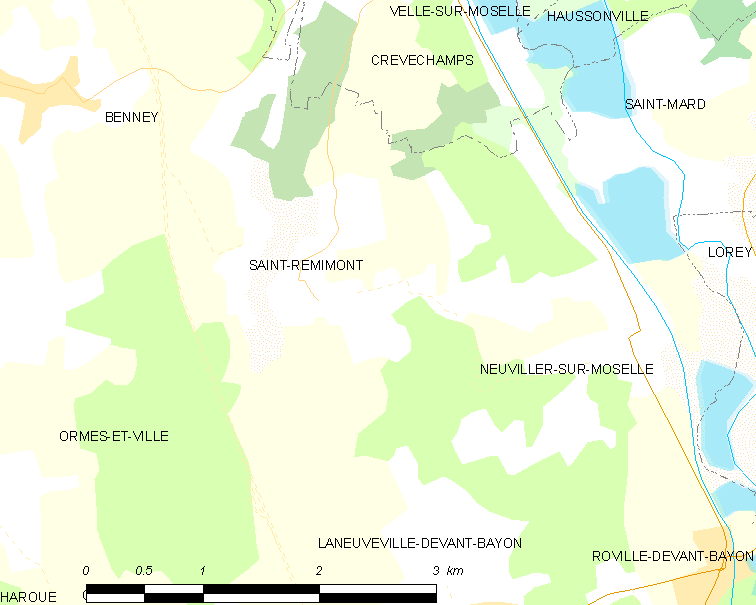
圣勒米蒙的OSM定位图

圣勒米蒙的时区为UTC+01:00、UTC+02:00（夏令时）。

## 行政
圣勒米蒙的邮政编码为54740，INSEE市镇编码为54486。

## 政治
圣勒米蒙所属的省级选区为梅讷欧桑图瓦县。

## 人口

1962-2008年间圣勒米蒙人口变化图示

圣勒米蒙于2022年1月1日时的人口数量为325人。